# Phaonia crassicauda
Phaonia crassicauda este o specie de muște din genul Phaonia, familia Muscidae, descrisă de Xue, Chen și Liang în anul 1993.
Este endemică în Liaoning. Conform Catalogue of Life specia Phaonia crassicauda nu are subspecii cunoscute.